# حجة العقل
حجة العقل أو الحجة المنطقية، هي حجة ضد ميتافيزيقية الطبيعانية الوجودية وحجة مع وجود الله (أو على الأقل مع وجود كائن متجاوز للطبيعة يكون هو مصدر العقل البشري). المدافع الأكثر شهرة عن هذه الحجة هو سي. إس. لويس. دافع لويس أولاً عن الحجة المطوّلة في كتابه لعام 1947، المعجزات: دراسة أولية Miracles: A Preliminary Study. وفي الطبعة الثانية من المعجزات (1960) نقح لويس الحجة وعمقها بشكل كبير.
ومن المدافعين المعاصرين عن حجة العقل ألفين بلانتينغا وفيكتور ريبرت ووليام هاركر.

## الحجة
الميتافيزيقية الطبيعانية هي الرأي القائل بأن الطبيعة كما درستها العلوم الطبيعية هي كل ما هو موجود. ينكر علماء الطبيعة وجود إله خارق أو أرواح أو حياة أخرى أو أي شيء متجاوز للطبيعة. لا يوجد شيء خارج أو وراء الكون المادي.
تسعى الحجة من العقل إلى إثبات أن الطبيعانية (المذهب الطبيعي Naturalism) تدحض نفسها بنفسها، أو أنها غير صحيحة ولا يمكن الدفاع عنها.
بحسب لويس،
| حجة العقل | إحدى التناقضات المركزية تمامًا يدمر [الرؤية الكونية الطبيعانية] .. هو أن الصورة الكاملة تصرح باعتمادها على الاستدلالات من الوقائع المشاهدة. وما لم يكن الاستدلال صالحًا، ستختفي الصورة الكاملة .... وما لم يكن العقل مطلقًا -- ستنهار كلها. ومع ذلك فأولئك الذين يطلبون مني أن أصدق بصورة العالم هذه يطلوبن مني ايضًا أن أصدق بأن العقل هو منتج ثانوي لم يخطط له مسبقًا ولم يكن مقصودًا للمادة عديمة العقل في مرحلة ما من سعيها بلا غاية ولا هدف. وهذا تناقض صارخ. إنهم يطلبون مني في اللحظة ذاتها أن أقبل استنتاج وأزيل اعتبار الشهادة الوحيدة [شهادة العقل] التي يمكن تأسيس الاستنتاج عليها. | حجة العقل |

بتعبير أدق، يمكن تقديم حجة العقل كما طرحها لويس على النحو التالي:
 1.لا يمكن استنتاج أي اعتقاد منطقيًا إذا كان يمكن تفسيره بالكامل بأسباب غير عقلانية.
الدعم: الاستدلال يتطلب نظرة ثاقبة في العلاقات المنطقية. إن عملية التفكير (P تعطي Q) تكون عقلانية فقط إذا رأى المفكر المتدبر أن Q يتبع P أو تدعمه، ويقبل Q على هذا الأساس. وبالتالي، يكون التفكير جديرًا بالثقة (أو تفكير «صالح»، كما يقول لويس في بعض الأحيان) فقط إذا كان ينطوي على نوع خاص من السببية، أي البصيرة المنطقية في لزوم منطقي أو دعم بالدليل. وإذا أمكن التعليل التام لجزء من التفكير بأسباب غير عقلانية، مثل تنبيه ألياف عصبية في المخ أو ضربة على الرأس، فإن التفكير لا يمكن الاعتماد عليه، ولا يمكنه الحصول على المعرفة. تأمل هذا المثال: الشخص (أ) يرفض الاقتراب من كلب الجيران بسبب تجربة سيئة مع الكلاب منذ كان طفلًا. والشخص (ب) يرفض الاقتراب من كلب الجيران لأنه قبل شهر واحد رآه يهاجم شخصًا ما. أعطى كلاهما سببًا للبقاء بعيدًا عن الكلب، ولكن سبب الشخص (أ) نتيجة لمبررات غير عقلانية، في حين قدم الشخص (ب) تعليلًا لسلوكه يتبع من الاستدلال المنطقي (تظهر الحيوانات أنماط سلوك؛ من المحتمل أن تتكرر هذه الأنماط؛ لقد أظهر هذا الكلب عدوانًا تجاه شخص اقترب منه؛ فيوجد احتمال قوي أن يظهر الكلب نفس السلوك تجاهي إذا اقتربت منه). تأمل مثالاً ثانياً: يقول الشخص (أ) إنه يخشى الصعود إلى الطابق الثامن لمبنى بنك لأنه، والناس بشكل عام، لديهم خوف طبيعي من المرتفعات نتج عن عمليات التطور والانتقاء الطبيعي. لقد قدم تفسيراً لخوفه، لكن بما أن خوفه ينتج عن أسباب غير عقلانية (الانتقاء الطبيعي)، فإن حجته لا تتبع الاستدلال المنطقي.

2. إذا كان المذهب الطبيعي (الطبيعانية) صحيحًا، فيمكن التعليل التام لجميع المعتقدات بأسباب غير منطقية.

الدعم: يؤكد المذهب الطبيعي (أو الطبيعانية) أن الطبيعة هي كل ما هو موجود، وأن جميع الأحداث في الطبيعة يمكن تفسيرها من حيث المبدأ دون اللجوء لأسباب متجاوزة للطبيعة أو غيرها من الأسباب غير الطبيعية. يزعم علماء الطبيعة بشكل معياري بأن جميع الأحداث يجب أن يكون لها أسباب مادية، وأن الأفكار الإنسانية يمكن تفسيرها في النهاية بالأسباب المادية أو الأحداث المادية غير العقلانية (مثل الأحداث الكيميائية العصبية في الدماغ).

3. لذلك، إذا كان المذهب الطبيعي صحيحًا، فلا يستدل منطقيًا على أي اعتقاد (من المقدمتين 1 و2).

4. لدينا سبب وجيه لقبول المذهب الطبيعي فقط إن أمكن استنتاجه منطقيًا من أدلة جيدة.

5 لذلك فلا يوجد سبب وجيه لقبول الطبيعانية، ولا يمكن أن يوجد.

باختصار، المذهب الطبيعي ينقض نفسه. إن كانت الطبيعانية صحيحة، فلا يمكننا تصديقها أو تصديق أي شيء آخر عمليًا.
في بعض نسخ حجة العقل، يعمق لويس الحجة للدفاع عن استنتاج آخر: أن العقل البشري يعتمد على كائن عقلاني أبدي قائم بذاته (الله). ينص توسيع حجة العقل هذا على ما يلي:
1. نظرًا لأن كل شيء في الطبيعة يمكن تفسيره بالكامل بالأسباب غير المنطقية، يجب أن يكون للعقل البشري (بتعبير أدق، قدرة استخلاص النتائج التي تستند فقط على السبب العقلاني للبصيرة المنطقية) مصدر من خارج الطبيعة.
2. إذا جاء العقل البشري من اللاعقل، فسيخسر جميع امتيازاته المنطقية، ويتوقف عن كونه عقلًا.
3 لذلك، لا يمكن أن يأتي العقل البشري من اللا عقل (من المقدمة 2).
4. لذلك يجب أن يأتي العقل البشري من مصدر خارج الطبيعة، وهو بحد ذاته مصدر عقلاني (من المقدمتين 1 و3).
5. قد يعتمد مصدر العقل المتجاوز هذا على مصدر عقل إضافي، لكن سلسلة من هذه المصادر التابعة لا يمكن أن تستمر إلى الأبد. في النهاية، يجب أن نعود بتفكيرنا إلى وجود مصدر أبدي مستقل أعطى العقل البشري.
6. لذلك، يوجد كائن أبدي قائم بذاته، وعقلاني، هو المصدر النهائي للعقل الإنساني. هذا الكائن نسميه الله (من المقدمتين 4-5).

## الانتقادات
انتقدت الفيلسوفة إليزابيث أنسكومبي في «نادي سقراط» نسخة حجة العقل الواردة في الفصل الثالث من كتاب لويس معجزات. فانتقدت استخدام كلمة «غير عقلاني» من قبل لويس. كانت وجهة نظرها هي أن هناك فرقًا مهمًا بين الأسباب غير المنطقية irrational للاعتقاد، مثل التفكير الرغائبي، وبين الأسباب التي لا توصف بالعقلانية nonrational، مثل تنبيه الخلايا العصبية في الدماغ، والتي لا تؤدي بوضوح إلى تفكير خاطئ. قبل لويس النقد، وقام بتعديل الحجة، وبناها على مفهوم الأسباب التي لا توصف بالمنطقية للاعتقاد nonrational.
والانتقاد الثاني لانتسكومب هو مدى وضوح الفرق المقصود عند لويس بين التفكير «الصالح» و«غير الصالح». وأقر لويس لاحقًا بأن كلمة «صالح» لم تعبر تمامًا عما كان يفكر فيه. ولم يقصد أن يوحي بأنه إذا كان المذهب الطبيعي صحيحًا، فلا يمكن تقديم أية حجج تأتي باستنتاجات منطقية من مقدماتها. ما قصده هو أن عملية التفكير تكون «صادقة veridical»، أي موثوقة كوسيلة من وسائل الوصول إلى المعرفة والحقيقة، فقط إن لم يمكن تعليلها تمامًا بأسباب غير عقلانية.
والانتقاد الثالث لأنسكومب أن لويس لم يميز بين المعاني المختلفة لمصطلحات «لماذا»، «لأن»، و«التعليل»، وأن ما يعتبر بمثابة تفسير «تام» يختلف حسب السياق. ففي سياق الحياة العادية، قد يعتبر «لأنه يريد فنجانًا من الشاي» بمثابة تفسير مرضٍ تمامًا لسبب قيام زيد بغليان الماء. ومع ذلك، فإن مثل هذا التفسير للقصد لن يعد بمثابة تفسير تام (أو لا يعد تفسيرًا على الإطلاق) في سياق الفيزياء أو الكيمياء الحيوية. قبل لويس هذا النقد، ووضع نسخة منقحة من الحجة ميز فيها بين «لأن» بمعنى السببية المادية physical causality، و«لأن» بمعنى الدعم بالدليل evidential support، وأصبحت النقطة المركزية للحجة.
جادل النقاد الأكثر حداثة بأن حجة لويس تدحض في أحسن الأحوال فقط الأشكال الصارمة من المذهب الطبيعي التي تسعى إلى شرح كل شيء من حيث اختزاله في نهاية المطاف إلى الفيزياء أو لأسباب ميكانيكية بحتة. إن ما يسمى بعلماء الطبيعة «العريضين» الذين يرون أن الوعي كخاصية غير مادية «ناشئة» للأدمغة المعقدة سوف يتفقون مع لويس على وجود مستويات أو أنواع مختلفة من السببية في الطبيعة، وأن الاستدلالات العقلانية لا يمكن تعليلها تمامًا بأسباب غير عقلانية.
اعترض النقاد الآخرون على أن حجة لويس من العقل تفشل لأن الأصول السببية للمعتقدات غالباً ما تكون غير ذات صلة بما إذا كانت تلك المعتقدات عقلانية ومبررة وما إلى ذلك. تجادل أنسكومب، على سبيل المثال، بأنه «إذا كان لدى الرجل أسباب، وكانت جيدة، وهي أسبابه الحقيقية، للتفكير في شيء ما - فإن فكره عقلاني، أيا كانت العبارات السببية التي تصدر عنه». في العديد من نظريات المعرفة والمبررات المقبولة على نطاق واسع، يُنظر إلى أسئلة حول كيفية حدوث المعتقدات في نهاية المطاف (على سبيل المثال، على مستوى الكيمياء العصبية في الدماغ) على أنها غير ذات صلة بما إذا كانت تلك المعتقدات عقلانية أم مبررة. يدعي بعض المدافعين عن لويس أن هذا الاعتراض يخطئ الغاية، لأن حجته موجهة إلى ما يسميه «الحقيقة» لأفعال المنطق (أي ما إذا كان المنطق يربطنا بالواقع الموضوعي أو الحقيقة)، وليس إن أمكن أن تكون أي معتقدات مستخلصة عقلانية أو مبررة في عالم مادي.

## انتقادات من المادية الإقصائية
تزعم حجة العقل أنه إذا كان من غير الممكن تفسير المعتقدات والرغبات وغيرها من الحالات الذهنية المثيرة للجدل في المذهب الطبيعي، فإن المذهب الطبيعي غير صحيح. تتفق المادية الإقصائية أنه لا يمكن تفسير المواقف الافتراضية (الحالات الذهنية) مثل المعتقدات والرغبات وغيرها من الحالات الذهنية الأخرى ذات المحتوى، بناء على المذهب الطبيعي، وبالتالي تستنتج أن هذه الكيانات غير موجودة. حتى لو نجحت حجة العقل فهي لا تستبعد سوى أشكال معينة من المذهب الطبيعي، ولا تصلح ضد مفهوم المذهب الطبيعي الذي يقبل المادية الإقصائية كتعليل علمي صحيح للإدراك البشري.

## نقد من أجهزة الكمبيوتر
يعتمد هذا النقد على وصف الحاسوب بالعقل؛ وبالتالي يثبت أن التفكير المنطقي ينتج من نظام مادي. نظرًا لأن أجهزة الكمبيوتر لا تعمل وفقًا لمعتقدات ورغبات، ومع ذلك توصلت إلى استنتاجات مبررة حول العالم كما هو الحال في التعرف على الأشياء أو إثبات النظريات الرياضية، فلا ينبغي أن تكون مفاجأة في المذهب الطبيعي أن تفعل العقول البشرية الشيء نفسه. ووفقًا لجون سيرل، فإن الحوسبة والربط المنطقي ترتبطان بالمراقب، لكن إدراك العقل البشري لا يرتبط بالمراقب، ويبدو أن مثل هذا الموقف قد دعم بحجج من لا حتمية الترجمة التي قدمها فيلسوف التحليل الأمريكي كواين Quine بأن تفسير الخوارزميات يرتبط بالمراقب. ومع ذلك، وفقًا لأطروحة تشيرش-تورينج، فإن الدماغ البشري عبارة عن كمبيوتر، والحوسبة عبارة عن برنامج بحثي قابل للتطبيق ومتطور في علم الأعصاب لفهم كيفية عمل الدماغ. علاوة على ذلك، فإن أي عدم معرفة الإدراك الدماغي لا يستلزم أن تكون الكليات الإدراكية البشرية غير موثوقة لأن الانتقاء الطبيعي يضمن أنها تؤدي إلى بقاء الكائنات البيولوجية، على عكس ادعاءات الحجة التطورية ضد الطبيعانية. وهو ما يرد عليه بأن الانتقاء يوجه نحو الأداء النافع عمليًا وليس نحو التوافق الأمثل مع حقيقة الأشياء.
الرد على نقد أجهزة الكمبيوتر، مثال الكمبيوتر - في حقيقيه - بعيد كل البعد عن نصرة النموذج المادي؛ بل هو حُجَّةٌ للمذهب التنوي؛ لأن إصابة الكمبيوتر الحق سببها أن وراءه عقلا يَتَحَكَّم فيه، يُدرِكُ الواقع ويُصِيبُ الحَقِّ، بَرْمَجَهُ بِعِلْمٍ وحِكْمَةٍ لذلك؛ فالكمبيوتر واسطة مادية لإدراك الحقيقة، ولا يُدْرِكُها بذاته، وكذلك يقول التنويون في الدماغ والعقل ؛ إذ العقلُ يستعمل الدماغ في إدراك الواقع.
يقول الفيلسوف (ويليام هسكر): تعمل الكمبيوترات على صورتها تلك لأنها صُنعت من بشرٍ يَتَمَتَّعُون بِمَلَكَةِ العقل الكمبيوتر - بعبارة أخرى - مجرد امتداد لعقلانية مُصَمُمِيهِ ومُسْتَعْمِلِيهِ، إنّه بعيد عن أن يكون مصدرًا مستقلا للتفكير العقلي بعد التلفزيونات أن تكون مَصْدَرًا مُسْتَقِلًا للأخبار والترفيه
إن برهان العقل قائم على أنّ كلّ منظومة ماديّةٍ مُغْلَقَةٍ على نفسها تعمل بصورة آلية لا يمكن أن تكون وسيلة لإدراك الحقيقة لافتقادها - أساسا - جَوْهَرَ النَّفاذِ إلى الوعي أو إفرازه، وليس حال الكمبيوترات كذلك؛ فإنّها تعمل ضمن منظومة منفتحة على خارجها، وهي وفي المُضلع والمستخدم.

## وجهات نظر مماثلة من قبل المفكرين الآخرين
توسّع فلاسفة مثل فيكتور ريبرت، وليام هاسكر  وألفين بلانتينغا في حجة العقل، واعتمدوا سي إس لويس باعتبار تأثيرًا مهمًا على تفكيرهم. لم يدع لويس أبدًا أنه اخترع الحجة من العقل؛ في الواقع، يشير إلى ذلك على أنه سماها "تحفة فلسفية فاخرة". ظهرت الإصدارات المبكرة للحجة في مؤلفات آرثر بلفور (انظر، على سبيل المثال، The Found of of Belief ، 1879، الفصل 13) وفي كتاب تشيسترتون عام 1908 الأرثوذكسية، في فصل بعنوان "انتحار الفكر"، يكتب "الخطر الكبير والممكن ... أن العقل البشري حر في تدمير نفسه...من الخمول أن نتحدث دائمًا عن الاختيار بين العقل والإيمان. من الإيمان أن أفكارنا لها أي علاقة بالواقع على الإطلاق. إذا كنت مجرد متشكك، فيجب عليك أن تسأل نفسك عاجلاً أم آجلاً، "لماذا يجب أن يسير أي شيء بشكل صحيح، حتى الملاحظة والاستقراء؟ لماذا لا يكون المنطق الجيد مضللاً مثل المنطق السيء؟ فكلاهما حركات في دماغ قرد متحير؟"
وبالمثل، يؤكد تشيسترتون أن الحجة أساسية في عقيدة توما الأكويني وإن لم يصرح بها، في كتاب القديس توما الأكويني عام 1933 يقول "The Dumb Ox":
وهكذ، حتى أولئك الذين يقدرون العمق الميتافيزيقي للتوماسية (توما الأكويني) في أمور أخرى قد أعربوا عن دهشتهم لأنه لا يتعامل على الإطلاق مع ما يعتقد الكثيرون الآن أنه السؤال الميتافيزيقي الرئيسي؛ إن كان يمكن أن نثبت أن الفعل الرئيسي للاعتراف بأي حقيقة هو حقيقي. الجواب هو أن القديس توما أدرك على الفور، ما بدأ الكثير من المشككين الحديثين في الشك فيه بشدّة؛ يجب على الرجل إما أن يجيب على هذا السؤال بالإيجاب، وإلا لا يجيب على أي سؤال، ولا يسأل أي سؤال، ولا يوجد حتى فكريًا، أو يجيب أو يسأل. أفترض أن هذا صحيح بمعنى أن الرجل يمكن أن يكون متشككًا أساسيًا، لكنه لا يمكن أن يكون أي شيء آخر: بالتأكيد ليس حتى مدافعًا عن الشك الأساسي. إذا شعر الرجل أن جميع حركات عقله لا معنى لها، فعقله لا معنى له، وهو لا معنى له؛ ولا يعني أي شيء محاولة اكتشاف معناه. يبدو أن معظم المتشككين الأساسيين ما زالوا على قيد الحياة، لأنهم ليسوا متشككين باستمرار وليسوا أساسيين. سوف ينكرون أولاً كل شيء ثم يعترفون بشيء ما، من أجل الحجة - أو في كثير من الأحيان بدلاً من الهجوم دون جدال. لقد رأيت مثالًا مذهلاً تقريبًا على هذا التافه الأساسي في أستاذ التشكيك النهائي، في ورقة بحثية في اليوم الآخر. كتب رجل ليقول إنه لا يقبل شيئًا سوى التشاؤم، وأضاف أنه تساءل كثيرًا عن أنها ليست فلسفة أكثر شيوعًا. الآن تعنى الانعزالية بكل بساطة أن الرجل يؤمن بوجوده، لكن ليس بأي شخص أو أي شيء آخر. ولم يصدم هذا السفسطائي البسيط أبداً، أنه إذا كانت فلسفته صحيحة، فمن الواضح أنه لم يكن هناك فلاسفة آخرون يعلنون ذلك.
في المعجزات ، يقتبس لويس نفسه من JBS Haldane ، الذي يناشد خطًا مشابهًا في التفكير في كتابه " عوالم محتملة لعام 1927:"إذا كانت عملياتي العقلية تحددها بالكامل حركات الذرات في عقلي، فلا يوجد لدي سبب يدعو إلى افتراض أن المعتقدات صحيحة ... وبالتالي ليس لدي أي سبب لافتراض أن عقلي يتكون من ذرات".
يوجد نسخ أخرى من حجة العقل في
- CEM Joad 's Guide to Modern Philosophy (London: Faber، 1933، pp. 58–59)
- ، Richard Taylor's Metaphysics (Englewood Cliffs، NJ: Prentice Hall، 3rd ed. 1983، pp 104–05)
- وJP Moreland 's Scaling theعلماني المدينة: A Defense of Christianity (Grand Rapids، MI: Baker، 1987، chap. 3).

استخدم بيتر كريفت حجة العقل لإنشاء صيغة لحجة الوعي لوجود الله. صاغها على النحو التالي:
1. «نختبر الكون كما هو واضح. هذه الوضوح تعني أن الكون يدركه الذكاء».
2. «إما أن يكون هذا الكون المفهوم والعقول المحدودة مناسبة تمامًا لفهمه، فيكون نتاج الذكاء، أو أن كلا من الذكاء والعقل من نتاج صدفة عمياء».
3. «وهي ليست صدفة عمياء.»
4. «لذلك فهذا الكون المفهوم والعقول المحدودة مناسبة تمامًا لفهمه هما من نتاج الذكاء.»

واستخدم حجة العقل لتأكيد الفرضية الثالثة.

## قراءات لاحقة
- جوهرة Anscombe ، الميتافيزيقيا وفلسفة العقل. Minneapolis: University of Minnesota Press, 2007.
- جريجوري باشام، محرر، علوم الدفاع عن المسيحيات المسيحية في لويس: Pro and Con. ليدن: بريل رودوبي، 2015.
- جون بيفيرسلويس، CS لويس ، والبحث عن الدين العقلاني. طبعة منقحة. أمهيرست ، نيويورك: كتب بروميثيوس ، 2007. (ردمك 978-1-59102-531-3)
- CS لويس ، المعجزات. لندن وغلاسكو: كولينز / فونتانا ، 1947. النسخة المنقحة 2/15 (الإصدار الحالي: فونت ، 2002. (ردمك 0-00-628094-3))
- فيكتور ريبرت ، «الحجة من العقل». في ويليام لين كريج وجي بي مورلاند ، محرران ، رفيق بلاكويل لعلم اللاهوت الطبيعي. مالدن ، ماساتشوستس: وايلي بلاكويل ، 2012. (ردمك 978-1-4443-5085-2)
- فيكتور ريبرت ، فكرة لويس كيسي الخطرة: دفاعًا عن الحجة من العقل. داونرز غروف ، إلينوي: مطبعة InterVarsity ، 2003.
- تشارلز Taliaferro ، «على الطبيعة». في Robert MacSwain وMichael Ward ، محرران ، The Cambridge Companion to CS Lewis. كامبريدج: د (ردمك 978-0-521-71114-2)
- Peter van Inwagen ، "CS Lewis's Argument Against Naturalism"، Res Philosophica ، volume 90 number 1 (January 2013) pages 113-124 doi: 10.11612 / resphil.2013.90.1.7
- إريك ويلنبرغ ، الله والوصول إلى العقل. كامبريدج: د (ردمك 0521707102)
- بيتر إس. ويليامز ، سي إس لويس ضد الملحدين الجدد. ميلتون كينيز ، المملكة المتحدة: Paternoster ، 2013. (ردمك 1842277707)